# San Pedro de la Cueva
San Pedro de la Cueva é um município do estado de Sonora, no México.